# Louis Baraguey d’Hilliers

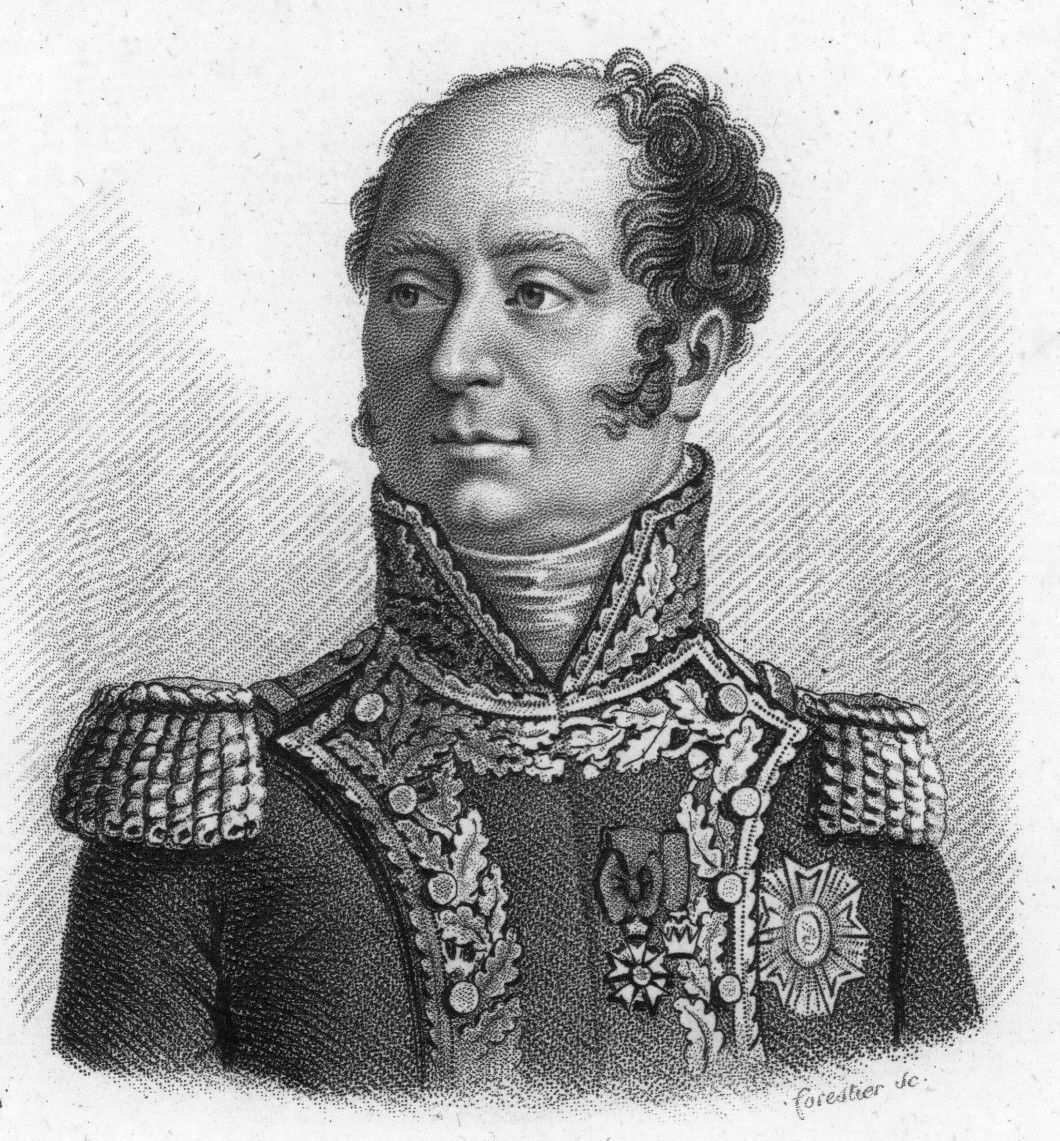
Gen. Louis Baraguey d’Hilliers

Louis Baraguey d’Hilliers (ur. 13 sierpnia 1764 w Paryżu, zm. 6 stycznia 1813 w Berlinie) – francuski generał; jego strategie wojenne do dziś uchodzą za podręcznikowe i są wykorzystywane do nauczania w szkołach oficerskich.

## Życiorys
W 1794 Baraguey został 1784 podporucznikiem, szybko piął się po szczeblach kariery wojskowej. Wreszcie został generałem.
Jego syn Achille Baraguey d’Hilliers był marszałkiem Francji w okresie panowania Napoleona III.